# Okręg wyborczy nr 32 do Senatu Rzeczypospolitej Polskiej (2001–2011)
Okręg wyborczy nr 32 do Senatu Rzeczypospolitej Polskiej obejmował w latach 2001–2011 obszar województwa świętokrzyskiego. Wybierano w nim 3 senatorów na zasadzie większości względnej.
Powstał w 2001, jego obszar należał wcześniej do okręgów obejmujących województwo kieleckie oraz części województw częstochowskiego, piotrkowskiego, radomskiego i tarnobrzeskiego. Zniesiony został w 2011, na jego obszarze utworzono nowe okręgi nr 81, 82 i 83.
Siedzibą okręgowej komisji wyborczej były Kielce.

## Reprezentanci okręgu
| Rok  | Senator komitet wyborczy                     | Senator komitet wyborczy                                     | Senator komitet wyborczy                     | Senator komitet wyborczy                                      | Senator komitet wyborczy                     | Senator komitet wyborczy                                        |
| ---- | -------------------------------------------- | ------------------------------------------------------------ | -------------------------------------------- | ------------------------------------------------------------- | -------------------------------------------- | --------------------------------------------------------------- |
| 2001 |                                              | Tadeusz Bartos KKW Sojusz Lewicy Demokratycznej – Unia Pracy |                                              | Jerzy Suchański KKW Sojusz Lewicy Demokratycznej – Unia Pracy |                                              | Alicja Stradomska KKW Sojusz Lewicy Demokratycznej – Unia Pracy |
| 2005 |                                              | Adam Massalski Prawo i Sprawiedliwość                        |                                              | Jacek Włosowicz Prawo i Sprawiedliwość                        |                                              | Michał Okła Platforma Obywatelska RP                            |
| 2007 | Grzegorz Banaś Prawo i Sprawiedliwość        | Adam Massalski Prawo i Sprawiedliwość                        |                                              |                                                               |                                              | Michał Okła Platforma Obywatelska RP                            |
| 2011 | okręg zniesiony, patrz okręgi nr 81, 82 i 83 | okręg zniesiony, patrz okręgi nr 81, 82 i 83                 | okręg zniesiony, patrz okręgi nr 81, 82 i 83 | okręg zniesiony, patrz okręgi nr 81, 82 i 83                  | okręg zniesiony, patrz okręgi nr 81, 82 i 83 | okręg zniesiony, patrz okręgi nr 81, 82 i 83                    |

## Wyniki wyborów
Symbolem „●” oznaczono senatorów ubiegających się o reelekcję.

### Wybory parlamentarne 2001
| Kandydat                                              | Kandydat          | Komitet wyborczy                                     | Głosów  |
| ----------------------------------------------------- | ----------------- | ---------------------------------------------------- | ------- |
|                                                       | Tadeusz Bartos    | KKW Sojusz Lewicy Demokratycznej – Unia Pracy        | 147 594 |
|                                                       | Jerzy Suchański●  | KKW Sojusz Lewicy Demokratycznej – Unia Pracy        | 121 957 |
|                                                       | Alicja Stradomska | KKW Sojusz Lewicy Demokratycznej – Unia Pracy        | 113 663 |
|                                                       | Józef Bąk         | Samoobrona Rzeczpospolitej Polskiej                  | 92 194  |
|                                                       | Stefan Pastuszka  | Polskie Stronnictwo Ludowe                           | 84 144  |
|                                                       | Maria Zuba        | KWW Blok Senat 2001                                  | 78 880  |
|                                                       | Alfred Domagalski | Polskie Stronnictwo Ludowe                           | 77 209  |
|                                                       | Piotr Stępień     | Polskie Stronnictwo Ludowe                           | 73 969  |
|                                                       | Krzysztof Lipiec● | KWW Blok Senat 2001                                  | 61 723  |
|                                                       | Edward Rzepka     | KWW Blok Senat 2001                                  | 59 601  |
|                                                       | Lech Midura       | KWW „Świętokrzyskie Porozumienie Gospodarcze”        | 32 530  |
|                                                       | Marian Winiarski  | Polska Partia Socjalistyczna                         | 17 522  |
|                                                       | Andrzej Poterała  | Konserwatywno-Liberalna Partia Unia Polityki Realnej | 15 748  |
| Frekwencja: 44,17% Źródło: Państwowa Komisja Wyborcza |                   |                                                      |         |

*Krzysztof Lipiec i Jerzy Suchański reprezentowali w Senacie IV kadencji (1997–2001) województwo kieleckie.

### Wybory parlamentarne 2005
| Kandydat                                              | Kandydat                 | Komitet wyborczy                                                      | Głosów  |
| ----------------------------------------------------- | ------------------------ | --------------------------------------------------------------------- | ------- |
|                                                       | Adam Massalski           | Prawo i Sprawiedliwość                                                | 106 334 |
|                                                       | Jacek Włosowicz          | Prawo i Sprawiedliwość                                                | 80 686  |
|                                                       | Michał Okła              | Platforma Obywatelska RP                                              | 66 918  |
|                                                       | Elżbieta Maksymiuk       | Samoobrona Rzeczpospolitej Polskiej                                   | 56 693  |
|                                                       | Ryszard Nagórny          | Polskie Stronnictwo Ludowe                                            | 55 206  |
|                                                       | Jan Stanisław Stachura   | Samoobrona Rzeczpospolitej Polskiej                                   | 52 406  |
|                                                       | Kazimierz Chyc           | Samoobrona Rzeczpospolitej Polskiej                                   | 48 954  |
|                                                       | Witold Misiuda-Rewera    | Liga Polskich Rodzin                                                  | 47 350  |
|                                                       | Jerzy Jaskiernia         | Sojusz Lewicy Demokratycznej                                          | 40 895  |
|                                                       | Tadeusz Bartos●          | Sojusz Lewicy Demokratycznej                                          | 40 452  |
|                                                       | Alicja Stradomska●       | Sojusz Lewicy Demokratycznej                                          | 37 447  |
|                                                       | Jerzy Suchański●         | Socjaldemokracja Polska                                               | 31 601  |
|                                                       | Stanisław Żak            | Partia Demokratyczna – demokraci.pl                                   | 30 028  |
|                                                       | Jolanta Ewa Bernatowicz  | Ruch Patriotyczny                                                     | 17 337  |
|                                                       | Zbigniew Nowak           | KWW „Lista Zbigniewa Nowaka – Naprawa Państwa” – Kandydaci Niezależni | 14 862  |
|                                                       | Andrzej Bednarski        | Ruch Patriotyczny                                                     | 12 456  |
|                                                       | Bronisław Miszczyk       | Polska Partia Pracy                                                   | 11 765  |
|                                                       | Stanisław Szyszkowski    | Dom Ojczysty                                                          | 10 433  |
|                                                       | Jerzy Kenig              | Unia Polityki Realnej                                                 | 9070    |
|                                                       | Jacek Robert Polak       | Polska Partia Narodowa                                                | 8674    |
|                                                       | Stanisław Dalczyński     | Ruch Patriotyczny                                                     | 8206    |
|                                                       | Robert Józef Łukasiewicz | KWW – Ogólnopolska Koalicja Obywatelska                               | 4950    |
| Frekwencja: 36,52% Źródło: Państwowa Komisja Wyborcza |                          |                                                                       |         |

### Wybory parlamentarne 2007
| Kandydat                                              | Kandydat              | Komitet wyborczy                      | Głosów  |
| ----------------------------------------------------- | --------------------- | ------------------------------------- | ------- |
|                                                       | Grzegorz Banaś        | Prawo i Sprawiedliwość                | 177 432 |
|                                                       | Michał Okła●          | Platforma Obywatelska RP              | 136 787 |
|                                                       | Adam Massalski●       | Prawo i Sprawiedliwość                | 134 185 |
|                                                       | Jan Gierada           | KKW Lewica i Demokraci SLD+SDPL+PD+UP | 121 700 |
|                                                       | Ryszard Nagórny       | Polskie Stronnictwo Ludowe            | 116 752 |
|                                                       | Stefan Podesek        | Platforma Obywatelska RP              | 116 645 |
|                                                       | Jacek Włosowicz●      | Prawo i Sprawiedliwość                | 114 277 |
|                                                       | Józef Duda            | Samoobrona Rzeczpospolitej Polskiej   | 24 912  |
|                                                       | Leszek Sułek          | Samoobrona Patriotyczna               | 23 833  |
|                                                       | Edmund Zając          | Liga Polskich Rodzin                  | 17 233  |
|                                                       | Witold Misiuda-Rewera | KWW Prawicy Marka Jurka               | 15 008  |
| Frekwencja: 47,45% Źródło: Państwowa Komisja Wyborcza |                       |                                       |         |